# Daniel Iglesias
Daniel A. Iglesias (ur. 14 maja 1962) – argentyński zapaśnik. Olimpijczyk z Seulu 1988, gdzie odpadł w eliminacjach w kategorii 82 kg w obu stylach wagowych.
Zajął piętnaste miejsce na mistrzostwach świata w 1987. Piąty na igrzyskach panamerykańskich w 1987 i 1995. Dwukrotny medalista mistrzostw panamerykańskich, srebro w 1988. Zdobył dziesięć medali na igrzyskach Ameryki Południowej, w tym złoty w 1978, 1982 i 1986. Mistrz Ameryki Południowej w 1983 roku.